# Класификација комбинације на Ђиро д’Италији
Класификација комбинације на Ђиро д’Италији одржавана је, са прекидима, 11 година. Први пут је уведена 1973, а победник је био Еди Меркс. Класификација се није одржавала до 1976. када је освојио Франческо Мозер. Класификација је опет укинута након Ђира 1980. да би се вратила 1985. године, када је освојио Урз Фројлер Класификација је 1989. замењена са Интерђиро класификацијом. Након 11 година, поново је покренута 2001. али само на једну годину, није је било наредних година, све до 2006. када је освојио Паоло Саволдели. Класификација се није поново нашла на Ђиру 2007. замењена је класификацијом за најбољег младог возача, која је враћена на Ђиро након 1994.
1988. и 2006. лидеру класификација комбинације додељивана је плава мајица.

## Победници
| - 2006. Паоло Саволдели - 2002—2005. Класификација се није одржавала - 2001. Ђилберто Симони - 1989—2000. Класификација се није одржавала - 1988. Ендру Хампстен - 1987. Стивен Роуч - 1986. Гвидо Бонтемпи - 1985. Урз Фројлер - 1981—1984. Класификација се није одржавала - 1980. Бернар Ино - 1979. Класификација није одржана - 1978. Ђузепе Сарони - 1977. Вилмо Франчони - 1976. Франческо Мозер - 1974—1975. Класификација се није одржавала - 1973. Еди Меркс |

### По државама
| Држава           | Број бициклиста који су победили | Број победа |
| ---------------- | -------------------------------- | ----------- |
| Италија          | 6                                | 6           |
| Белгија          | 1                                | 1           |
| Француска        | 1                                | 1           |
| Сједињене Државе | 1                                | 1           |
| Ирска            | 1                                | 1           |
| Швајцарска       | 1                                | 1           |